# 城 (所沢市)
城（しろ）は、埼玉県所沢市の大字。郵便番号は359-0013。

## 地理
所沢市東部に位置する。坂之下・東所沢・本郷・東京都清瀬市下宿に隣接する。JR東日本東所沢駅に近いが、区画整理などはされていない。
地区の境界は北の西から東に流れる東川の旧流路と、南から北東に向かって流れる柳瀬川、西の境界はオリンピック道路などの道路を境にしている。東川の旧流路に沿って境界が引かれている部分は細かく折れ曲がっている。

## 歴史
- 1889年（明治22年）4月1日 - 町村制施行に伴い、坂之下村、城村、南永井村、亀ヶ谷村、日比田村、本郷村が合併し、柳瀬村の大字城となる。
- 1955年（昭和30年）4月1日 - 柳瀬村が所沢市・三ヶ島村と合併し、所沢市の大字となる。
- 1973年（昭和48年）4月1日 - 地内に国鉄武蔵野線が建設され、開業する。

### 地名の由来
地区の東にある滝の城址に由来する。

## 世帯数と人口
2017年（平成29年）9月30日現在の世帯数と人口は以下の通りである。
| 大字 | 世帯数  | 人口  |
| ---- | ------- | ----- |
| 城   | 195世帯 | 511人 |

## 小・中学校の学区
市立小・中学校に通う場合、学区は以下の通りとなる。
| 番地 | 小学校             | 中学校             |
| ---- | ------------------ | ------------------ |
| 全域 | 所沢市立柳瀬小学校 | 所沢市立柳瀬中学校 |

## 交通

### 鉄道
- 地内の南部をJR東日本武蔵野線が通るが駅は設置されていない。最寄駅は東所沢駅である。

### バス
- 地区内のバス停は「城」と「消防分署」。
  - 西武バス所52系統：所沢駅東口 - 城 - 新座駅北口 - 志木駅南口

南側は 城前橋を渡って柳瀬川対岸の台田団地バス停より、清64系統：清瀬駅行きがある。

### 道路
- 埼玉県道179号所沢青梅線 - 地区の西から東を貫いて走っている。
- 関越自動車道 - 地区の東を貫いて走っている。

## 施設
- 滝の城址公園
- 城公民館
- 柳瀬公民館
  - 所沢市役所柳瀬出張所
  - 柳瀬地区体育館
  - 所沢市立図書館柳瀬分館
- 東所沢病院